# 華僑城駅
華僑城駅（かきょうじょう-えき）は深圳市南山区に位置する深圳地下鉄羅宝線の駅。

## 駅構造
- 単式ホーム2面2線の地下駅。

| ←■羅宝線 機場東方面 |
| 単式ホーム          |
| ■羅宝線 羅湖方面→   |
| 単式ホーム          |

## 駅周辺
- 中国民俗文化村
  - 当駅は歓楽幹線（ハッピーライン）の民俗村駅との連絡駅となっている。
- 華僑城
- 華僑城中学校

## 歴史
- 2004年12月28日 - 開業。

## 隣の駅
深圳地下鉄
■羅宝線（1号線）
世界之窓駅 - 華僑城駅 - 僑城東駅